# LSV Sprottau
Der Luftwaffen Sportverein Sprottau war ein kurzlebiger Sportverein im Deutschen Reich mit Sitz im heutzutage polnischen Szprotawa.

## Geschichte
Die Mannschaft stieg zur Saison 1943/44 in die Gauliga Niederschlesien auf und wurde dort in die Gruppe Görlitz/Liegnitz und wiederum dort in die Staffel Liegnitz eingegliedert. Am Ende dieser ersten Saison landete der LSV mit 3:17 Punkten auf dem fünften Platz. In der Saison 1944/45 wurde der Spielbetrieb in der Gruppe des LSV gar nicht mehr aufgenommen. Spätestens am Ende des Zweiten Weltkriegs wurde der Verein dann auch aufgelöst.